# Ze života loutek
Ze života loutek (Aus dem Leben der Marionetten, též známého jako From the Life of the Marionettes a Ur marionetternas liv) je autorský existenciální psychologický detektivní německy mluvený film, který režíroval Ingmar Bergman v roce 1980 v době své dočasné emigrace – z důvodů problémů se švédskými finančními úřady – do Západního Německa v Mnichově.

## Kontext filmu
Dílo se v některých ohledech podobá Scénám z manželského života (jeden z předchozích Bergmanových snímků).
Název a citace filmu odkazují k Collodiho pohádce Pinocchiova dobrodružství.
Mezilidské vztahy vrcholný Bergman obvykle zobrazuje jako osobní, jednání postav je výsledkem složité psychologie postav a jejich vnitřních bojů. V snímku Z života loutek postavy své jednání podřizují svým konkrétním sociálním rolím, čehož si jsou plně vědomi, a nedokážou překonat z toho pramenící problémy. To je další vysvětlení názvu filmu.

## Děj
Peter Egermann (Robert Atzorn) zavraždí prostitutku. Obraz se desaturuje (ztrácí sytost barev) a děj se v několika scénách (bez chronologického řazení) stále více přibližuje důvodům vraždy. Tyto scény jsou založeny na vyprávění vyslýchaných (manželka Katarina, dominantní Peterova matka, ošetřující psychiatr a přítel Mogens Jensen...) při vyšetřování. V barevném závěru snímku je zobrazen Peter Egermann, jak bez problémů se vzdává role manažera a přijímá roli vězně.

### Chronologický popis děje
Manažer středního věku Peter Egermann navštěvuje jako pacient psychiatra a svého známého Mogense Jensena. Částečně se u něj projevu syndrom vyhoření, prožívá anxiózní stavy a především má nutkání zpestřit si svůj partnerský sexuální život násilným činem. (S manželkou považují vzájemnou nevěru za morálně přijatelné dobré zpestření sexuálního soužití. Život a společenské vztahy Egermanna jsou naprosto konvenční.) Manifestace těchto problémů neodpovídá případným konkrétním diagnózám (OCD, schizofrenie, deprese, nějaká parafilie například sadismus ...); Jensen vystupující v roli psychiatra problémy bagatelizuje a dá Egermannovi jen několik obecných rad. Egermann předstírá odchod a odhaluje Jensenův poměr se svou ženou Katarinou, Jensen se jí svěřuje s obavami z případného rozvoje Peterových stavů.
Tyto stavy se skutečně rozvíjí; Peter má nenormální sny a fantazie, začíná obsesivně vnímat spojení sexuálních potřeb a násilí, Peter trpí nespavostí, postupně odbourává své zábrany a společenská tabu. Jeho stav vyžaduje pracovní neschopnost a pravděpodobně i hospitalizaci, ale on dále intenzivně pracuje. V ději jsou naznačována různá psychoanalytická témata (sny, konflikt z dětství atd.). Známý mu poradí jako využít jako řešení placených sexuálních služeb (to je v souladu s Peterovým společenským postavením).
Peter navštěvuje v brzkých ranních hodinách nevěstinec. Chce odejít, ale zabrání mu v tom zamčené dveře, polonahá prostitutka Ka se jej jemnými dotyky snaží přimět k nákupu sexuálních služeb, ten ji však napadá a nakonec zabíjí. Na mrtvole provede praktiky análního sexu. K činu se plně doznává, policisté začínají věc vyšetřovat a vyslýchat svědky. Jensen odborně popisuje vývoj Peterova stavu. Peter se okamžitě smiřuje se svou situací a s uvězněním (zabavuje se šachem).